# Fibigia

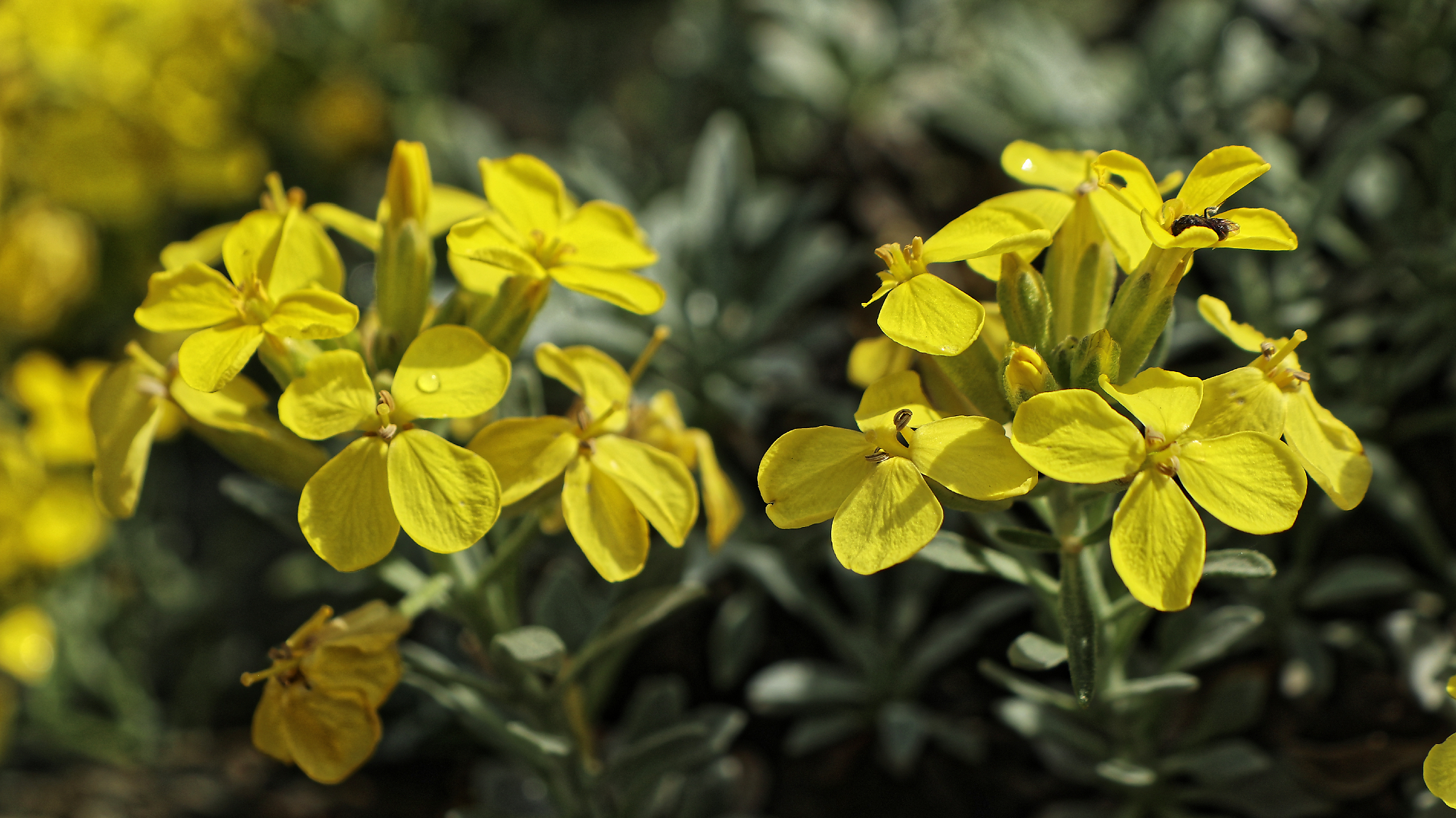
Fibigia triquetra

Fibigia (Fibigia Medik.) – rodzaj roślin z rodziny kapustowatych. Obejmuje 13 gatunków (według Plants of the World Online tylko 7, a w dawniejszych, szerszych ujęciach zaliczano tu 26 gatunków).
Występują one w południowej Europie (Półwysep Apeniński i Bałkański, na Krymie i w regionie Kaukazu oraz na Bliskim Wschodzie od Egiptu po Afganistan. Uprawiana jako roślina ozdobna jest fibigia tarczowata Fibigia clypeata rejestrowana jako dziczejąca w Hiszpanii, we Francji i w Krajach Bałtyckich.

## Morfologia
PokrójByliny, także z drewniejącymi nasadami łodyg (półkrzewy). Owłosione, włoski gwiazdkowate, rzadko zmieszane także z pojedynczymi.
LiścieNaprzemianległe, pojedyncze, równowąskie do łopatkowatych, siedzące, całobrzegie lub ząbkowane.
KwiatyZebrane w grona bez przysadek. Cztery działki kielicha są wyprostowane. Wewnętrzna para działek woreczkowato rozdęta u nasady. Cztery płatki korony mają barwę żółtą, rzadko fioletowe, u nasady z krótkim paznokciem. Pręcików jest 6, przy czym cztery są wyraźnie dłuższe. Pylniki podługowate, na części nitek pręcików obecne przydatki. Zalążnia z szyjką zakończoną główkowatym znamieniem.
OwoceKulistawe lub podługowate i mocno spłaszczone, zwykle omszone łuszczynki, w każdej komorze z 2–8 oskrzydlonymi nasionami.

## Systematyka
Rodzaj tworzy klad wspólnie z rodzajami Clastopus, Degenia, Physoptychis i Alyssoides w ramach plemienia Alysseae w obrębie rodziny kapustowatych Brassicaceae.
Wykaz gatunków
- Fibigia clypeata (L.) Medik. – fibigia tarczowata[8][11]
- Fibigia compacta Rech.f.
- Fibigia eriocarpa (DC.) Boiss.
- Fibigia heterophylla Rech.f.
- Fibigia lunarioides (Willd.) Sweet
- Fibigia macrocarpa (Boiss.) Boiss.
- Fibigia membranacea Rech.f.
- Fibigia multicaulis (Boiss. & Hohen.) Boiss.
- Fibigia pendula (Boiss.) Boiss.
- Fibigia suffruticosa (Vent.) Sweet
- Fibigia thesigeri Rech.f.
- Fibigia triquetra (DC.) Boiss. ex Prantl
- Fibigia umbellata (Boiss.) Boiss.